# ولیملیه
ولیملیه (به لاتین: Velimlje) یک منطقهٔ مسکونی در مونته‌نگرو است که در شهرداری نیکشیچ واقع شده‌است. ولیملیه ۱۰۹ نفر جمعیت دارد.